# Noyalo
Noyalo is een dorp en voormalige gemeente in Frankrijk in Bretagne. De plaats maakt deel uit van het arrondissement Vannes.

## Geschiedenis
Op 1 januari 2016 is de gemeente gefuseerd met Theix tot de huidige gemeente Theix-Noyalo. Hierbij kreeg Noyalo de status van commune déléguée maar die status werd in 2024 per gemeenteraadsbesluit afgeschaft.

## Geografie
De gemeente ligt aan de oostelijke oever van de Golf van Morbihan.
De onderstaande kaart toont de ligging van Noyalo met de belangrijkste infrastructuur en aangrenzende gemeenten.

## Demografie
Onderstaande figuur toont het verloop van het inwonertal.